# Muradlı
Muradlı är en ort i Azerbajdzjan.   Den ligger i distriktet Ağsu Rayonu, i den centrala delen av landet, 130 km väster om huvudstaden Baku. Muradlı ligger 95 meter över havet och antalet invånare är 552.
Terrängen runt Muradlı är platt åt sydväst, men åt nordost är den kuperad. Terrängen runt Muradlı sluttar söderut. Närmaste större samhälle är Aghsu, 6,2 km nordost om Muradlı.
Trakten runt Muradlı består till största delen av jordbruksmark. Runt Muradlı är det ganska tätbefolkat, med 56 invånare per kvadratkilometer.